# Sukhothai (Provinz)
Sukhothai (von Sanskrit Sukhodaya, „großes Wohlbehagen bewirkend“; Thai: สุโขทัย, Aussprache: [sùʔkʰǒːtʰaj]) ist eine Provinz (Changwat) in der unteren Nordregion (nach einer anderen Einteilung im Norden der Zentralregion) von Thailand. Die Hauptstadt der Provinz heißt ebenfalls Sukhothai.

## Lage
Die Provinz liegt im Tal des Mae Nam Yom (Yom-Fluss) und ist geprägt von flachen Ebenen, auf denen Reis angebaut wird und einer Hügellandschaft gen Nordwesten, die in die Ausläufer der nördlichen Gebirge übergeht.
Im Süden der Provinz liegt der Ramkhamhaeng-Nationalpark. Die historische Ausgrabungsstätte der Schwesterstadt Si Satchanalai gehört zum UNESCO-Welterbe.
| Benachbarte Provinzen: | Benachbarte Provinzen:    |
| ---------------------- | ------------------------- |
| Norden                 | Phrae                     |
| Osten                  | Uttaradit und Phitsanulok |
| Süden                  | Kamphaeng Phet            |
| Westen                 | Tak und Lampang           |

### Wichtige Städte
- Si Satchanalai
- Sawankhalok
- Si Samrong

### Wichtige Flüsse
- Mae Nam Yom

### Klima
Das Klima ist tropisch-monsunal. Die Höchsttemperatur im Jahr 2008 betrug 41,6 °C, die tiefste Temperatur wurde mit 11,4 °C gemessen. An 126 Regentagen fielen in demselben Jahr 1.176,0 mm Niederschlag.

## Wirtschaft und Bedeutung
Das „Gross Provincial Product“ (Bruttoinlandsprodukt) der Provinz betrug 2008 34.040 Millionen Baht. Der Mindestlohn in der Provinz beträgt 165 Baht pro Tag (etwa 4 €).

### Daten
Die unten stehende Tabelle zeigt den Anteil der Wirtschaftszweige am Gross Provincial Product in Prozent:
| Wirtschaftszweig | 2006 | 2007 | 2008 |
| ---------------- | ---- | ---- | ---- |
| Landwirtschaft   | 31,9 | 31,0 | 37,4 |
| Industrie        | 7,0  | 7,2  | 5,9  |
| Andere           | 61,1 | 61,8 | 56,7 |

Die am stärksten zur Wirtschaftsleistung der Provinz beitragende Branche war im Jahr 2011 die Landwirtschaft mit 12,173 Mrd. Baht, gefolgt vom Bildungssektor mit 3,934 Mrd. Baht, Groß- und Einzelhandel mit 3,752 Mrd. Baht und dem verarbeitenden Gewerbe mit 2,548 Mrd. Baht.

### Landnutzung
Für die Provinz ist die folgende Landnutzung dokumentiert:
- Waldfläche: 1.411.161 Rai (882,0 km²), 34,2 % der Gesamtfläche
- Landwirtschaftlich genutzte Fläche: 2.185.175 Rai (1.365,7 km²), 53,0 % der Gesamtfläche
- Nicht klassifizierte Fläche: 526.221 Rai (328,9 km²), 12,8 % der Gesamtfläche

## Verkehr

### Flughafen
- Flughafen Sukhothai (THS)

### Eisenbahn
- Bahnhof Sawankhalok Abzweig Nordlinie Bangkok – Chiang Mai

## Geschichte

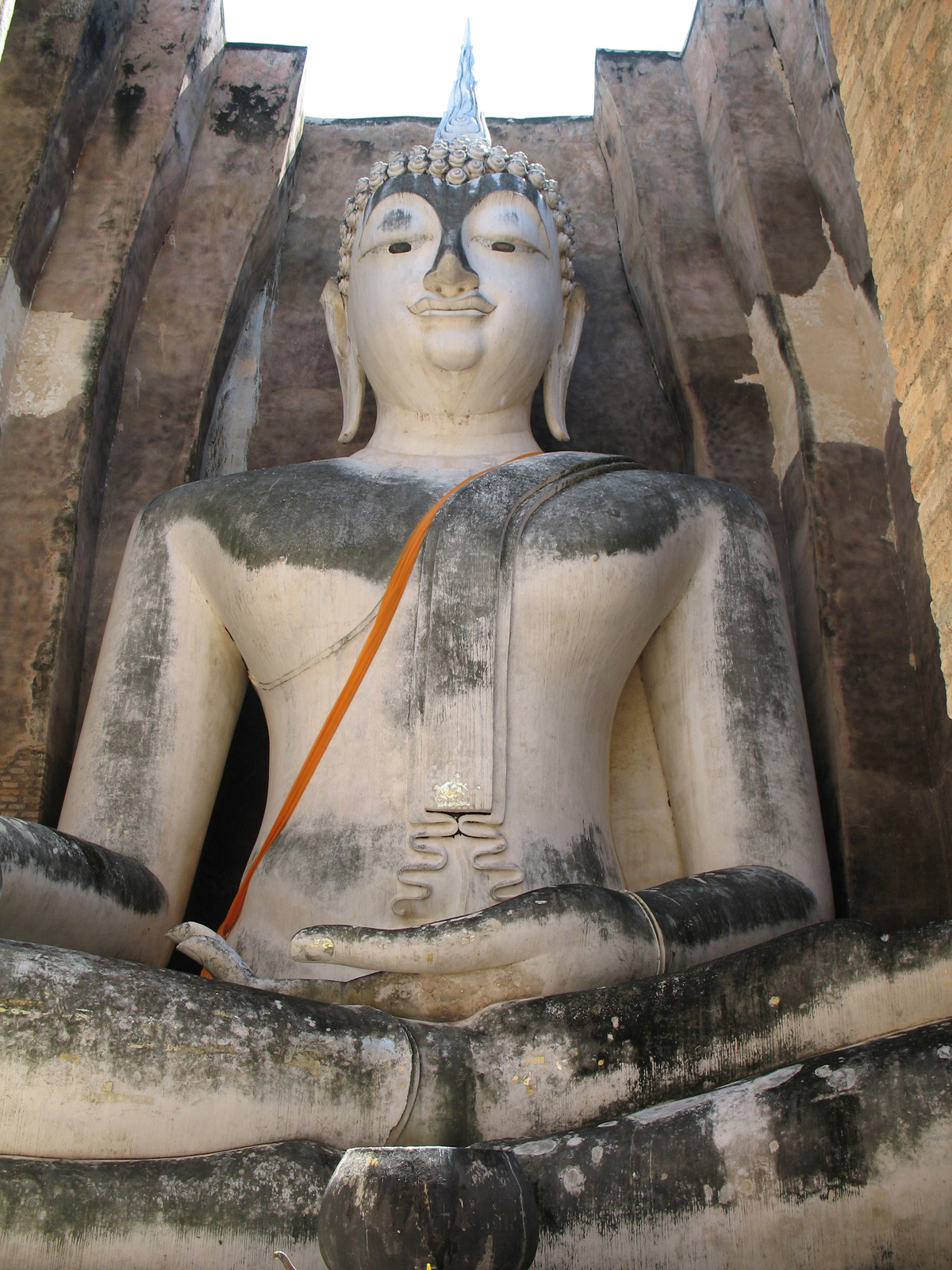
Phra Achana in Wat Si Chum

Die Gegend ist bereits seit mehreren Jahrtausenden besiedelt, wie archäologische Ausgrabungen zeigen. Ins Rampenlicht der Geschichte tritt Sukhothai als Garnison der Khmer im 12. Jahrhundert, die hier einen wichtigen Grenzposten gegen burmesische Völker eingerichtet hatten. Diese Garnison war umgeben von zersplitterten Tai-Völkern und wurde 1238 überrannt und als erste Hauptstadt eines Reiches auf dem heutigen Boden von Thailand errichtet, siehe dazu ausführlicher Sukhothai (Königreich). In der Schwesterstadt Si Satchanalai herrschte zu jener Zeit ein Vizekönig (Uparat). (Thai)
Beziehungen zum Kaiserreich China wurden unter König Ramkhamhaeng, dem Großen ausgebaut, der auch in Sukhothai die heute noch gebräuchliche Thai-Schrift erfunden und angewendet hat.
Das Reich Sukhothai ging später im 15. Jahrhundert im Königreich Ayutthaya auf.
Siehe auch: Geschichte Thailands

## Sehenswürdigkeiten

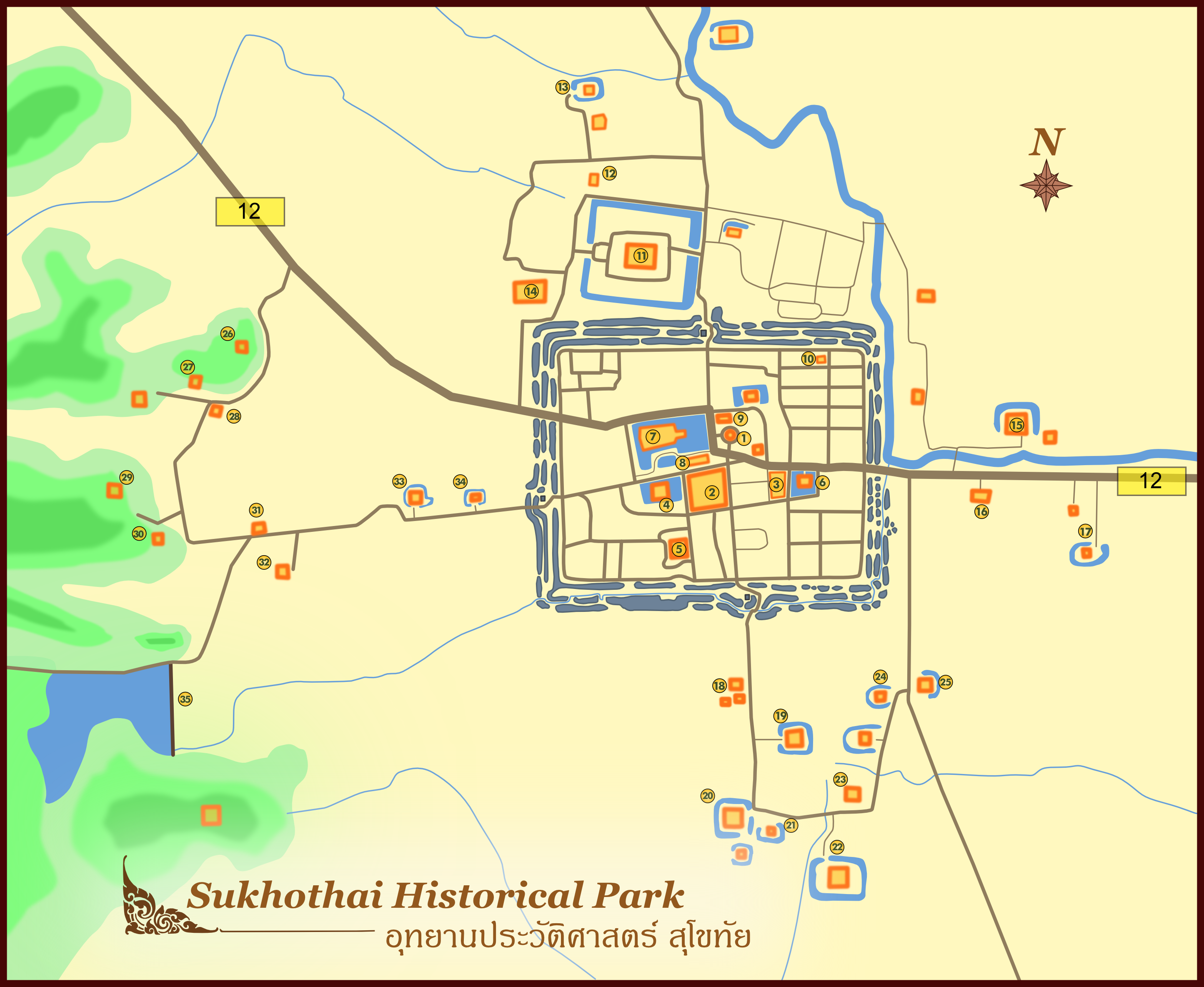
Karte des Geschichtsparks Sukhothai

- Geschichtspark Sukhothai und Geschichtspark Si Satchanalai – Weltkulturerbe der UNESCO
- Nationalparks:
  - Ramkhamhaeng-Nationalpark
  - Nationalpark Si Satchanalai

## Symbole

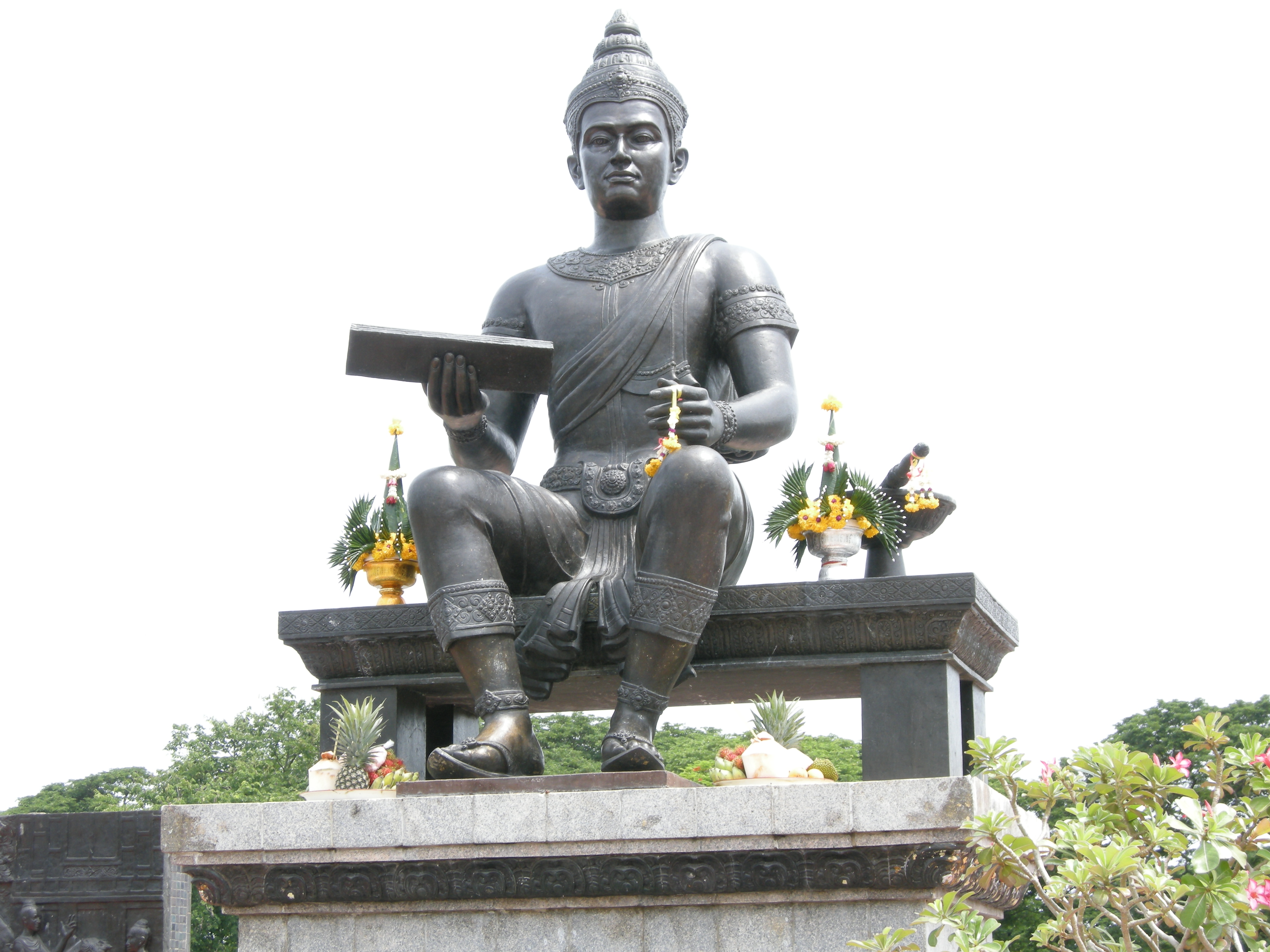
Statue des sitzenden Königs Ramkhamhaeng im Geschichtspark Sukhothai

Das Siegel der Provinz zeigt den König Ramkhamhaeng auf dem Managkhasila-Asana-Thron sitzend. (Der Thron kann heute im Museum des Wat Phra Kaeo in Bangkok besichtigt werden.) Unter diesem König erlebte das Reich Sukhothai seine Blütezeit.
Der lokale Baum ist Afzelia xylocarpa. Die lokale Blume ist der Lotus (Nymphaea lotus).
Der Wahlspruch der Provinz Sukhothai lautet:
Die Stadt, wo das thailändische Alphabet herstammt,
Loi Krathong, das Lichterfest, wird hier glanzvoll gefeiert,
Die Provinz, in der gläubige Buddhismus inspiriert werden,
Vor dem Stadthaus liegt der Schrein Phra Mae Ya,
Das Land ist höchst glanzvoll bekannt als der erste Staat der Thai.

## Verwaltungseinheiten

### Provinzverwaltung
Die Provinz ist in 9 Amphoe (‚Bezirke‘ oder ‚Landkreise‘) unterteilt. Diese sind weiter in 86 Tambon (‚Unterbezirke‘ oder ‚Gemeinden‘) und 782 Muban (‚Dörfer‘) unterteilt.
| \| Nr. \| Amphoe-Name \| Thai \| \| --- \| ---------------- \| ----------------- \| \| 1 \| Mueang Sukhothai \| อำเภอเมืองสุโขทัย \| \| 2 \| Ban Dan Lan Hoi \| อำเภอบ้านด่านลานหอย \| \| 3 \| Khiri Mat \| อำเภอคีรีมาศ \| \| 4 \| Kong Krailat \| อำเภอกงไกรลาศ \| \| 5 \| Si Satchanalai \| อำเภอศรีสัชนาลัย \| \| 6 \| Si Samrong \| อำเภอศรีสำโรง \| \| 7 \| Sawankhalok \| อำเภอสวรรคโลก \| \| 8 \| Si Nakhon \| อำเภอศรีนคร \| \| 9 \| Thung Saliam \| อำเภอทุ่งเสลี่ยม \| |                  |                   |
| Nr. | Amphoe-Name      | Thai              |
| 1 | Mueang Sukhothai | อำเภอเมืองสุโขทัย    |
| 2 | Ban Dan Lan Hoi  | อำเภอบ้านด่านลานหอย |
| 3 | Khiri Mat        | อำเภอคีรีมาศ        |
| 4 | Kong Krailat     | อำเภอกงไกรลาศ     |
| 5 | Si Satchanalai   | อำเภอศรีสัชนาลัย     |
| 6 | Si Samrong       | อำเภอศรีสำโรง      |
| 7 | Sawankhalok      | อำเภอสวรรคโลก     |
| 8 | Si Nakhon        | อำเภอศรีนคร        |
| 9 | Thung Saliam     | อำเภอทุ่งเสลี่ยม      |

### Lokalverwaltung
Für das ganze Gebiet der Provinz besteht eine Provinz-Verwaltungsorganisation (องค์การบริหารส่วนจังหวัด, kurz อบจ., Ongkan Borihan suan Changwat; englisch Provincial Administrative Organization, PAO).
In der Provinz gibt es zwei Städte (เทศบาลเมือง – Thesaban Mueang): Sawankhalok (เทศบาลเมืองสวรรคโลก) und Sukhothai-Thani (เทศบาลเมืองสุโขทัยธานี). Daneben gibt es 13 Kleinstädte (เทศบาลตำบล – Thesaban Tambon).